# Gerry Weber Open 2009
Gerry Weber Open 2009 — тенісний турнір, що проходив на трав'яних кортах у місті Галле, Німеччина з 8 червня. Належав до категорії ATP World Tour 250.

## Фінальна частина

### Одиночний розряд
Томмі Гаас —  Новак Джокович 6–3, 6–7(4–7), 6–1

### Парний розряд
Крістофер Кас /  Філіпп Кольшрайбер —  Андреас Бек /  Марко К'юдінеллі 6–3, 6–4